# Підводний трубопровідний перехід
Підводний трубопровідний перехід (рос. подводный трубопроводный переход; англ. submarine pipeline pass; нім. submariner Düker m) – комплекс споруд трубопроводу в межах водної перешкоди. Складається із трубопроводу, запірної арматури, берегозміцнюючих та протипожежних споруд, системи автоматики і кабельної лінії зв’язку, спеціальних захисних споруд від пошкодження та інформаційних знаків огородження П.т.п. на судноплавних ріках та водоймищах. За конструкцією П.т.п. розрізняють: одно-, багатониткові і типу “труба в трубі” із заповненням міжтрубного простору бетонним розчином або інертним газом. 